# Sporobolus perrieri
Sporobolus perrieri är en gräsart som beskrevs av Aimée Antoinette Camus. Sporobolus perrieri ingår i släktet droppgräs, och familjen gräs. Inga underarter finns listade i Catalogue of Life.